# Bakong (Cameroun)
 (mars 2024).
 (mars 2024).
La mise en forme du texte ne suit pas les recommandations de Wikipédia : il faut le « wikifier ».
Les points d'amélioration suivants sont les cas les plus fréquents :
- Les titres sont pré-formatés par le logiciel. Ils ne sont ni en capitales, ni en gras.
- Le texte ne doit pas être écrit en capitales (les noms de famille non plus), ni en gras, ni en italique, ni en « petit »…
- Le gras n'est utilisé que pour surligner le titre de l'article dans l'introduction, une seule fois.
- L'italique est rarement utilisé : mots en langue étrangère, titres d'œuvres, noms de bateaux, etc.
- Les citations ne sont pas en italique mais en corps de texte normal. Elles sont entourées par des guillemets français : « et ».
- Les listes à puces sont à éviter, des paragraphes rédigés étant largement préférés. Les tableaux sont à réserver à la présentation de données structurées (résultats, etc.).
- Les appels de note de bas de page (petits chiffres en exposant, introduits par l'outil «  Source ») sont à placer entre la fin de phrase et le point final[comme ça].
- Les liens internes (vers d'autres articles de Wikipédia) sont à choisir avec parcimonie. Créez des liens vers des articles approfondissant le sujet. Les termes génériques sans rapport avec le sujet sont à éviter, ainsi que les répétitions de liens vers un même terme.
- Les liens externes sont à placer uniquement dans une section « Liens externes », à la fin de l'article. Ces liens sont à choisir avec parcimonie suivant les règles définies. Si un lien sert de source à l'article, son insertion dans le texte est à faire par les notes de bas de page.
- La présentation des références doit suivre les conventions bibliographiques. Il est recommandé d'utiliser les modèles {{Ouvrage}}, {{Chapitre}}, {{Article}}, {{Lien web}} et/ou {{Bibliographie}}. Le mode d'édition visuel peut mettre en forme automatiquement les références.
- Insérer une infobox (cadre d'informations à droite) n'est pas obligatoire pour parachever la mise en page.

Pour une aide détaillée, merci de consulter Aide:Wikification.
Si vous pensez que ces points ont été résolus, vous pouvez retirer ce bandeau et améliorer la mise en forme d'un autre article.
Bakong est un groupement de villages du Cameroun, situé dans la région de l'Ouest, le département du Ndé et l'arrondissement de Bazou. Il se trouve, en pays bamiléké. Il est le siège de l'une des nombreuses chefferies traditionnelles Bamiléké du département du Ndé.

## Géographie
Le village Bakong est situé à environ 7 km de Bangangté, le chef-lieu du département du Ndé. Le groupement est limité au Nord par le village Bahouoc, à l’Est par le village Bangoulap, à l’Ouest par Balengou et au Sud par Bazou.

## Quartiers
Les principaux quartiers sont : Ma’nga, Lah nteune, Kouah, Longbreu, Bou’Ndjia, Ma’Ntchwet, Sagna, Mbo 1, Mbo 2, Bo’Fam, Ntchwet etc...

## Histoire
L’ancêtre fondateur de la chefferie Bakong était un prince chasseur venu de Bantoum. Toudoum de son vrai nom s’installe à Nko’ho vers la fin du XVIIe siècle et trouve sur place le roi Nko et sa population. Ce dernier à un goût prononcé pour de belles femmes et sa chefferie est en désordre. Toudoum profite alors de cette situation pour séduire la population en leur offrant régulièrement du gibier. Le roi Nko compte parmi ses épouses une femme cleptomane qui vole à tout vent. Toudoum constatant cette faiblesse parvient à convaincre le roi d’instituer une loi pour punir tous les voleurs de la chefferie. Désormais, est puni de mort toute personne surpris en flagrant délit de vol. Quelque temps après, la reine est surprise par Toudoum en train de voler des ignames. Il s’en va demander au roi d’exécuter la reine sur l’arbre à pendaison du village. Fou d’amour pour cette reine, le roi Nko va choisir d’abdiquer afin de préserver sa vie. C’est ainsi que Toudoum accède au trône et Nko’ho devient Bakong.. La poterie et la sculpture occupent ces filles et fils dont les « ndap » sont : Ngouckouah et Tantchah.
Sa Majesté Mbatchou Noutsa Célestin né en 1938, règne depuis 1974 à la tête de cette chefferie de 2eme dégré.

## Population
Le groupement de Bakong couvre une superficie d'environ 12 km2 pour une population estimée à 2 150 habitants et un bon nombre pour la diaspora au cameroun et hors du cameroun dont une élite assez puissante . A Bakong, les principales activités agricoles tournent autour de la production de l’huile de palme, du maïs, des ignames, du haricot, des arachides, de la banane-plantain.

## La Chefferie
| Rang | Souverains |
| 1    | Toudoum    |
| 2    | Yodoun     |
| 3    | Tchanga    |
| 4    | Tchounga   |
| 5    | Lengonga   |
| 6    | Mbagnaueun |
| 7    | Tega       |
| 8    | Nkoutou    |
| 9    | Tchouta    |
| 10   | Toukam     |
| 11   | Tchakoute  |
| 12   | Noutcha    |
| 13   | Mbatchou   |
| ---- | ---------- |

## Personnalités liées au village
- Alain Tchakounte, Journaliste
- Max Mbakop, Photographe & Artiste Visuel
- Dr Rodrigue Pami